# Eois russearia
Eois russearia là một loài bướm đêm trong họ Geometridae.